# Abdallah al-Salim al-Sabah
Abdallah al-Salim al-Sabah (arabe : عبد الله السالم الصباح), surnommé le Père de la Constitution (en arabe : أبو الدستور), né en 1895 à Koweït (Koweït) et mort le 24 novembre 1965 dans cette même ville, est un homme d'État koweïtien, cheikh du Koweït de 1950 à 1961, puis émir de 1961 à 1965.

## Biographie
Fervent partisan de la guerre d'indépendance algérienne, il déclare : « Nous sommes avec l'Algérie avec notre cœur et notre argent et, plus nous avons d'argent, plus nous subventionnons l'Algérie ». Sous son règne, le Koweït devient le troisième plus gros financeur étatique du FLN, derrière la République arabe unie et l'Irak.
Contrairement à ses prédécesseurs, Abdullah était plus pro-arabe que pro-britannique. Il a effectivement mis fin au statut de protectorat britannique du Koweït en signant un traité avec les Britanniques le 19 juin 1961. Il est considéré comme le fondateur du Koweït moderne. Il a introduit la Constitution du Koweït en 1962, suivie par le Parlement en 1963. Il est considéré comme ayant été plus engagé en faveur du constitutionnalisme et de la démocratie parlementaire que les dirigeants qui se sont succédé.